# Comuna de Niedźwiedź
Niedźwiedź (polaco: Gmina Niedźwiedź) é uma gminy (comuna) na Polónia, na voivodia de Pequena Polónia e no condado de Limanowski. A sede do condado é a cidade de Niedźwiedź.
De acordo com os censos de 2004, a comuna tem 6723 habitantes, com uma densidade 90,3 hab/km².

## Área
Estende-se por uma área de 74,44 km², incluindo:
- área agricola: 38%
- área florestal: 55%

## Demografia
Dados de 30 de Junho 2004:
|                      | Total   | Total | Mulheres | Mulheres | Homens  | Homens |
| -------------------- | ------- | ----- | -------- | -------- | ------- | ------ |
|                      | pessoas | %     | pessoas  | %        | pessoas | %      |
| População            | 6723    | 100   | 3271     | 48,7     | 3452    | 51,3   |
| Densidade (pop./km²) | 90,3    | 100   | 43,9     | 43,9     | 46,4    | 46,4   |

De acordo com dados de 2002, o rendimento médio per capita ascendia a 1506,41 zł.

## Subdivisões
- Konina, Niedźwiedź, Podobin, Poręba Wielka.

## Comunas vizinhas
- Kamienica, Mszana Dolna, Nowy Targ, Rabka-Zdrój.